# Tapinoma jtl-ls05
Tapinoma jtl-ls05 é uma espécie de formiga do gênero Tapinoma.